# Нанобиотехнология
Нанобиотехнология (англ. nanobiotechnology) — область науки на стыке биологии и нанотехнологии, которая охватывает широкий круг технологических подходов, включая: применение нанотехнологических устройств и наноматериалов в биотехнологии; использование биологических молекул для нанотехнологических целей; создание биотехнологических продуктов, свойства которых определяются размерными характеристиками (для объектов, размер которых лежит в диапазоне 1–100 нм); использование биотехнологических подходов, в основе которых лежит принцип контролируемой самоорганизации наноструктур.

## Описание
Размеры биологических макромолекул — нуклеиновых кислот (ДНК, РНК) и белков (антигены, антитела, вирусные капсиды, ферменты и др.), находятся в нанодиапазоне. Нанообъекты небиогенной природы (например, наночастицы металлов или полупроводниковые квантовые точки) могут быть носителями биомакромолекул, предназначенных для целевого воздействия на определенные биологические мишени. С другой стороны, биологические макромолекулы могут являться средством доставки небиогенных наночастиц в орган-мишень для диагностического или терапевтического воздействия. Примерами использования биологических макромолекул в нанобиотехнологии является так называемая ДНК-нанотехнология, использующая упорядоченную структуру молекул ДНК для разработки наноструктур определенной формы, а также разработка наномашин, прообразами которых являются молекулярные моторы живых клеток. Разработки в области нанобиотехнологии находят практическое применение в медицине, пищевой промышленности, охране окружающей среды и др.